# Olympische Sommerspiele 2000/Teilnehmer (Brasilien)
| Gelbes Symbol für Goldmedaillen mit stilisierten Olympischen Ringen | Graues Symbol für Silbermedaillen mit stilisierten Olympischen Ringen | Braundes Symbol für Bronzemedaillen mit stilisierten Olympischen Ringen |
| ------------------------------------------------------------------- | --------------------------------------------------------------------- | ----------------------------------------------------------------------- |
| —                                                                   | 6                                                                     | 6                                                                       |

Brasilien nahm an den Olympischen Sommerspielen 2000 in der australischen Metropole Sydney mit einer Delegation von 205 Sportlern, 111 Männer und 94 Frauen, von denen 198 in mindestens einem Wettkampf eingesetzt wurden, teil.

## Medaillengewinner

### Silber
| Namen | Sportart           | Wettkampf                     |
| --- | ------------------ | ----------------------------- |
| Tiago Camilo                                                                                              | Judo               | Männer, Leichtgewicht         |
| Carlos Honorato                                                                                           | Judo               | Männer, Mittelgewicht         |
| Robert Scheidt                                                                                            | Segeln             | Laser                         |
| Zé Marco & Ricardo Santos                                                                                 | Volleyball (Beach) | Herrenwettkampf               |
| Shelda Bede & Adriana Behar                                                                               | Volleyball (Beach) | Frauenwettkampf               |
| Vicente de Lima, Édson Ribeiro, André da Silva, Claudinei da Silva & Cláudio Roberto Souza (nur Vorläufe) | Leichtathletik     | Männer, 4 × 100 Meter Staffel |

### Bronze
| Name | Sportart           | Wettkampf                              |
| --- | ------------------ | -------------------------------------- |
| Janeth Arcain, Alessandra Santos de Oliveira, Adriana Aparecida Santos, Cintia Santos, Ilisaine Karen David, Lilian Cristina Goncalves, Silvia Luz, Helen Cristina Luz, Claudia Neves, Adriana Moisés Pinto, Kelly Santos & Marta Sobral | Basketball         | Frauenwettkampf                        |
| Marcelo Ferreira & Torben Grael | Segeln             | Star                                   |
| Sandra Pires & Adriana Samuel Ramos | Volleyball (Beach) | Frauenwettkampf                        |
| Leila Barros, Virna Dias, Erika Coimbra, Janina Conceição, Kely Fraga, Ricarda Lima, Kátia Lopes, Walewska Oliveira, Elisângela Oliveira, Karin Rodrigues, Raquel Silva & Hélia Souza                                                    | Volleyball (Halle) | Herrenwettkampf                        |
| André Johannpeter, Álvaro Affonso de Miranda Neto, Luís Felipe Azevedo & Rodrigo Pessoa | Reiten             | Springreiten, Mannschaft               |
| Gustavo Borges, Carlos Jayme, Fernando Scherer & Edvaldo Valério | Schwimmen          | Männer, 4 × 100 Meter Freistil Staffel |

## Teilnehmer nach Sportarten

### Basketball
- Frauenteam
Bronze

- Kader
Janeth Arcain
Ilisaine David
Lilian Gonçalves
Helen Cristina Luz
Cláudia das Neves
Alessandra Santos de Oliveira
Adriana Moisés Pinto
Adriana Santos
Cíntia Santos
Kelly Santos
Silvia Santos Luz
Marta Sobral

### Boxen
- José Albuquerque
Fliegengewicht: 1. Runde

- Lino Barros
Halbschwergewicht: 1. Runde

- Cleiton Conceição
Mittelgewicht: 1. Runde

- Agnaldo Nunes Magalhães
Leichtgewicht: 1. Runde

- Valdemir Pereira
Federgewicht: 2. Runde

- Kelson Pinto
Halbweltergewicht: 2. Runde

### Fechten
- Marco Martins
Männer, Florett, Einzel: 37. Platz

### Fußball
- Männerteam
Viertelfinale

- Kader
Alex
Alexandre (Reserve)
Álvaro
André Luís (kein Einsatz)
Athirson
Baiano
Fábio Bilica
Edú
Fabiano
Fábio Aurélio
Fábio Costa (kein Einsatz)
Flavio (Reserve)
Geovanni
Helton
Júlio César (Reserve)
Leandro (Reserve)
Lucas
Lúcio
Marcos Paulo
Mozart
Roger
Ronaldinho

- Frauenteam
4. Platz

- Kader
Andreia
Cidinha
Daniela
Formiga
Juliana
Kátia
Maravilha (ohne Einsatz)
Maycon
Mônica
Nenê
Pretinha
Raquel
Rosana
Roseli
Simone
Sissi
Suzana
Tânia

### Gewichtheben
- Maria Elisabete Jorge
Frauen, Fliegengewicht: 9. Platz

### Handball
- Frauenteam
8. Platz

- Kader
Rosana de Aleluia
Margarida Conte
Viviani Emerick
Viviane Jacques
Fatima Loureiro
Chana Masson
Idalina Borges Mesquita
Margareth Montão
Alessandra Medeiros da Oliveira
Sandra Oliveira
Valéria de Oliveira
Maria José de Sales
Aline da Silva
Lucila Silva

### Judo
- Marcel Aragão
Männer, Halbmittelgewicht: 2. Runde

- Tiago Camilo
Männer, Leichtgewicht: Silber

- Tânia Ferreira
Frauen, Leichtgewicht: Viertelfinale

- Henrique Guimarães
Männer, Halbleichtgewicht: 9. Platz

- Daniel Hernandes
Männer, Schwergewicht: 9. Platz

- Carlos Honorato
Männer, Mittelgewicht: Silber

- Vânia Ishii
Frauen, Halbmittelgewicht: 7. Platz

- Denilson Lourenço
Männer, Superleichtgewicht: 2. Runde

- Priscila Marques
Frauen, Schwergewicht: 7. Platz

- Mariana Martins
Frauen, Superleichtgewicht: 9. Platz

- Mário Sabino Júnior
Männer, Halbschwergewicht: 7. Platz

- Edinanci da Silva
Frauen, Halbschwergewicht: 7. Platz

### Kanu
- Roger Caumo
Männer, Einer-Kajak, 500 Meter: Vorrunde
Männer, Einer-Kajak, 1000 Meter: Vorrunde

- Sebastián Cuattrin & Guto Campos
Männer, Zweier-Kajak, 500 Meter: Halbfinale
Männer, Zweier-Kajak, 1000 Meter: Halbfinale

- Cássio Petry
Männer, Einer-Canadier, Slalom: 14. Platz

### Leichtathletik
- Eronilde de Araújo
Männer, 400 Meter Hürden: 5. Platz

- Nélson Ferreira Júnior
Männer, Weitsprung: 43. Platz in der Qualifikation

- Éder Fialho
Männer, Marathon: DNF

- Vanderlei de Lima
Männer, Marathon: 75. Platz

- Vicente de Lima
Männer, 100 Meter: Viertelfinale
Männer, 4 × 100 Meter: Silber

- Maurren Maggi
Frauen, Weitsprung: 24. Platz in der Qualifikation

- Raphael de Oliveira
Männer, 100 Meter: Vorläufe

- Sanderlei Parrela
Männer, 400 Meter: 4. Platz

- Édson Ribeiro
Männer, 4 × 100 Meter: Silber

- Luciana dos Santos
Frauen, Weitsprung: kein gültiger Versuch in der Qualifikation
Frauen, Dreisprung: 24. Platz in der Qualifikation

- Osmar dos Santos
Männer, 800 Meter: Halbfinale

- Sueli dos Santos
Frauen, Speerwurf: 23. Platz in der Qualifikation

- André da Silva
Männer, 200 Meter: Vorläufe
Männer, 4 × 100 Meter: Silber

- Claudinei da Silva
Männer, 200 Meter: 6. Platz
Männer, 4 × 100 Meter: Silber

- Osmiro Silva
Männer, Marathon: DNF

- Cláudio Roberto Souza
Männer, 100 Meter: Viertelfinale
Männer, 4 × 100 Meter: Silber  (nur Vorläufe)

- Hudson de Souza
Männer, 1500 Meter: Halbfinale

- Márcio de Souza
Männer, 110 Meter Hürden: Viertelfinale

### Radsport
- Cláudia Carceroni-Saintagne
Frauen, Straßenrennen, Einzel: 44. Platz

- Janildes Fernandes
Frauen, Straßenrennen, Einzel: 49. Platz

- Murilo Fischer
Männer, Straßenrennen, Einzel: 88. Platz

- Renato Seabra
Männer, Mountainbike, Querfeldein: DNF in Runde 6

### Reiten
- Luiz Felipe de Azevedo
Springreiten, Einzel: DNF im Finale
Springreiten, Mannschaft: Bronze

- André Johannpeter
Springreiten, Einzel: 4. Platz
Springreiten, Mannschaft: Bronze

- Roberto de Macedo
Vielseitigkeit, Einzel: DNF

- Álvaro Affonso de Miranda Neto
Springreiten, Einzel: 51. Platz
Springreiten, Mannschaft: Bronze

- Carlos Parro
Vielseitigkeit, Einzel: 21. Platz

- Rodrigo Pessoa
Springreiten, Einzel: 27. Platz
Springreiten, Mannschaft: Bronze

- Jorge da Rocha
Dressur, Einzel: 47. Platz

- Vicente de Araújo Neto, Guto de Faria, Sergei Fofanoff & Éder Gustavo Pagoto
Vielseitigkeit, Mannschaft: 6. Platz

### Rhythmische Sportgymnastik
- Dayane Camilo, Flávia de Faria, Alessandra Ferezin, Camila Ferezin, Thalita Nakadomari & Natália Scherer
Frauen, Mannschaft: 8. Platz

### Rudern
- Anderson Nocetti
Männer, Einer: 13. Platz

### Schwimmen
- Gustavo Borges
Männer, 100 Meter Freistil: 16. Platz
Männer, 4 × 100 Meter Freistil: Bronze 
Männer, 4 × 100 Meter Lagen: 12. Platz

- Rodrigo Castro
Männer, 200 Meter Freistil: 33. Platz
Männer, 4 × 200 Meter Freistil: 13. Platz

- Leonardo Costa
Männer, 200 Meter Rücken: 14. Platz
Männer, 4 × 200 Meter Freistil: 13. Platz

- Eduardo Fischer
Männer, 100 Meter Brust: 31. Platz
Männer, 4 × 100 Meter Lagen: 12. Platz

- Carlos Jayme
Männer, 4 × 100 Meter Freistil: Bronze

- Luiz Lima
Männer, 400 Meter Freistil: 17. Platz
Männer, 1500 Meter Freistil: 18. Platz
Männer, 4 × 200 Meter Freistil: 13. Platz

- Alexandre Massura Neto
Männer, 100 Meter Rücken: 13. Platz
Männer, 4 × 100 Meter Lagen: 12. Platz

- Fabíola Molina
Frauen, 100 Meter Rücken: 24. Platz
Frauen, 100 Meter Schmetterling: 36. Platz

- Rogério Romero
Männer, 100 Meter Rücken: 23. Platz
Männer, 200 Meter Rücken: 7. Platz

- Fernando Scherer
Männer, 50 Meter Freistil: 20. Platz
Männer, 4 × 100 Meter Freistil: Bronze 
Männer, 4 × 100 Meter Lagen: 12. Platz

- Edvaldo Silva Filho
Männer, 50 Meter Freistil: 23. Platz
Männer, 4 × 100 Meter Freistil: Bronze 
Männer, 4 × 200 Meter Freistil: 13. Platz

### Segeln
- Christoph Bergmann
Männer, Finn-Dinghy: 11. Platz

- Christina Forte
Frauen, Windsurfen: 26. Platz

- Robert Scheidt
Laser: Silber

- Ricardo Winicki
Männer, Windsurfen: 15. Platz

- Marcelo Ferreira & Torben Grael
Star: Bronze

- André Fonseca & Alexandre Paradeda
Männer, 470er: 26. Platz

- Maria Krahe & Fernanda Oliveira
Frauen, 470er: 19. Platz

- Kiko Pellicano & Maurício Santa Cruz
Tornado: 11. Platz

### Synchronschwimmen
- Carolina Moraes & Isabela Moraes
Frauen, Duett: 12. Platz

### Taekwondo
- Carmen Silva
Frauen, Federgewicht: 10. Platz

### Tennis
- Gustavo Kuerten
Männer, Einzel: Viertelfinale
Männer, Doppel: 1. Runde

- Jaime Oncins
Männer, Doppel: 1. Runde

- Joana Cortez & Vanessa Menga
Frauen, Doppel: 2. Runde

### Tischtennis
- Hugo Hoyama
Männer, Einzel: Gruppenphase
Männer, Doppel: Gruppenphase

- Carlos Kawai
Männer, Doppel: Gruppenphase

- Lígia da Silva
Frauen, Einzel: Gruppenphase

### Triathlon
- Armando Barcellos
Männer, Olympische Distanz: 39. Platz

- Leandro de Macedo
Männer, Olympische Distanz: 14. Platz

- Juraci Moreira Júnior
Männer, Olympische Distanz: 22. Platz

- Carla Moreno
Frauen, Olympische Distanz: DNF

- Mariana Ohata
Frauen, Olympische Distanz: DNF

- Sandra Soldan
Frauen, Olympische Distanz: 11. Platz

### Turnen
- Camila Comin
Frauen, Einzelmehrkampf: 49. Platz in der Qualifikation
Frauen, Boden: 74. Platz in der Qualifikation
Frauen, Pferdsprung: 54. Platz in der Qualifikation
Frauen, Schwebebalken: 55. Platz in der Qualifikation
Frauen, Stufenbarren: 44. Platz in der Qualifikation

- Daniele Hypólito
Frauen, Einzelmehrkampf: 20. Platz
Frauen, Boden: 43. Platz in der Qualifikation
Frauen, Pferdsprung: 29. Platz in der Qualifikation
Frauen, Schwebebalken: 30. Platz in der Qualifikation
Frauen, Stufenbarren: 67. Platz in der Qualifikation

### Volleyball (Beach)
- Ricardo Santos & Zé Marco
Herrenwettkampf: Silber

- José Loiola & Emanuel Rego
Herrenwettkampf: 9. Platz

- Adriana Behar & Shelda Bede
Frauenwettkampf: Silber

- Sandra Pires & Adriana Samuel Ramos
Frauenwettkampf: Bronze

### Volleyball (Halle)
- Männerteam
6. Platz

- Kader
Dante Guimarães Amaral
Nalbert Bitencourt
Douglas Chiarotti
Marcelo Elgarten
Gustavo Endres
Gilberto Godoy Filho
Giovane Gávio
André Heller
Maurício Lima
Max Pereira
Alexandre Ramos Samuel
Gilmar Teixeira

- Frauenteam
Bronze

- Kader
Leila Barros
Erika Coimbra
Janina Conceição
Virna Dias
Kely Fraga
Ricarda Lima
Kátia Lopes
Elisângela Oliveira
Walewska Oliveira
Karin Rodrigues
Raquel Silva
Hélia Souza

### Wasserspringen
- Cassius Duran
Männer, Kunstspringen: 14. Platz
Männer, Turmspringen: 28. Platz

- Juliana Veloso
Frauen, Kunstspringen: 35. Platz
Frauen, Turmspringen: 19. Platz